# Chlorhoda tricolor
Chlorhoda tricolor är en fjärilsart som beskrevs av De Toulgoët 1982. Chlorhoda tricolor ingår i släktet Chlorhoda och familjen björnspinnare. Inga underarter finns listade i Catalogue of Life.